# Issafen
Issafen (en àrab إيسافن, Īsāfn; en amazic ⵉⵙⴰⴼⵏ) és una comuna rural de la província de Tata, a la regió de Souss-Massa, al Marroc. Segons el cens de 2014 tenia una població total de 3.459 persones.